# 썸머인디고
《썸머인디고》는 2025년에 공개된 숏폼 드라마이다.

## 기획 의도
말 못할 고민으로 유도부를 나가기로 결심한 선우와, 선우가 나가지 못하게 해야만 하는 태형의 스포츠 학원 로맨스

## 제작진

### 제작사
- 플레이리스트

### 연출
- 백민희
- 김하연

## 등장 인물
- 김지율 : 박선우 역
- 이의섭 : 공태형 역
- 유성윤 : 이창석 역
- 최리호 : 감독 역
- 황근형 : 김원식 역
- 김동일 : 이두영 역